# Pseudaletis angustimargo
Pseudaletis angustimargo är en fjärilsart som beskrevs av Hawker-smith 1926. Pseudaletis angustimargo ingår i släktet Pseudaletis och familjen juvelvingar. Inga underarter finns listade i Catalogue of Life.